# سوبر ماركت آسيوي

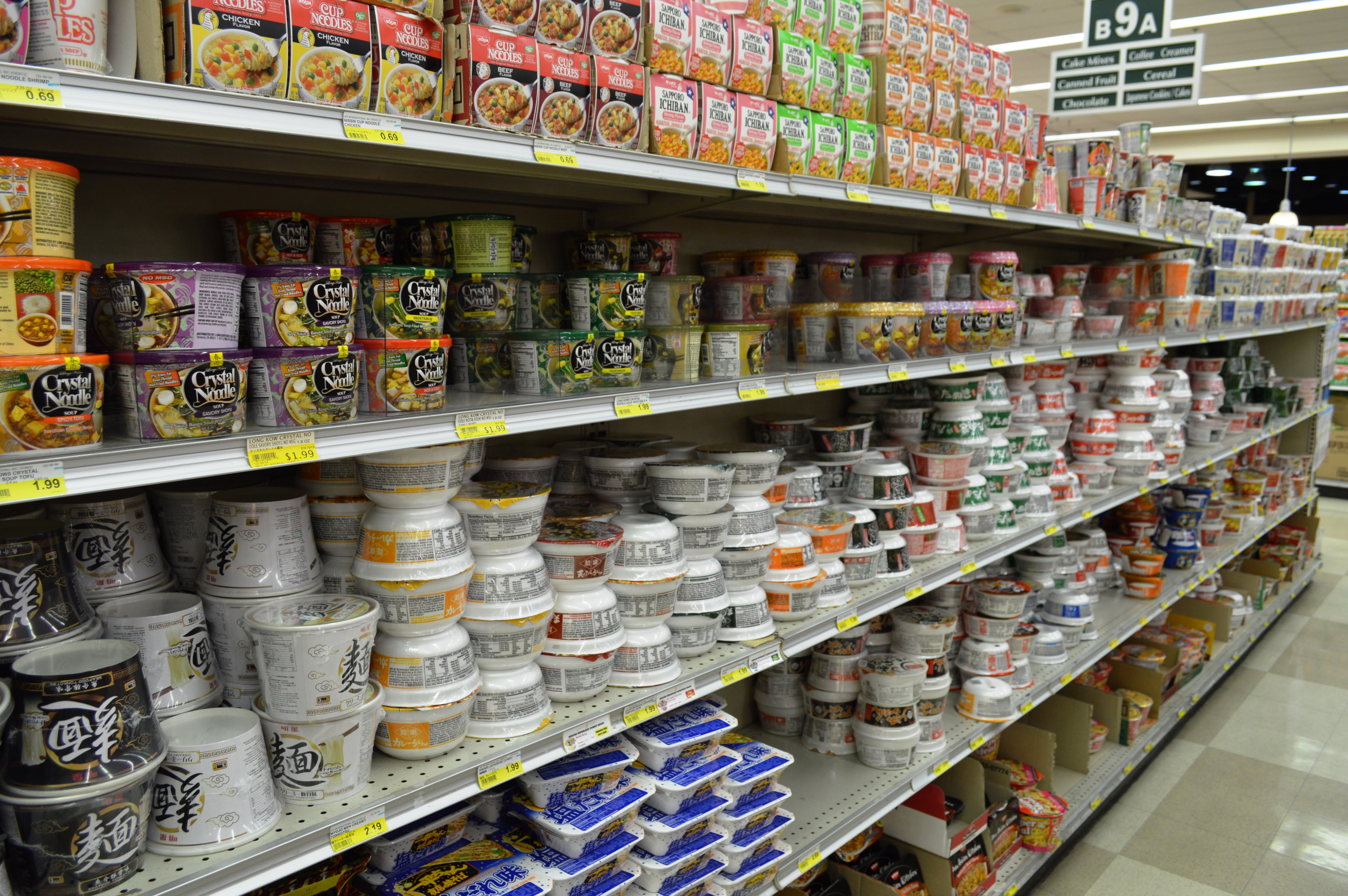
مجموعة مختارة من الشعيرية الفورية في متجر ميتسوا ماركتبليس

في الدول غير الآسيوية، يُطلق مصطلح سوبرماركت آسيوي بشكل عام على فئة من محلات البقالة التي تركز على تخزين وبيع المنتجات المستوردة من دول تقع في الشرق الأقصى (مثل شرق، جنوب شرق، وجنوب آسيا).[بحاجة لمصدر]
تتجاوز هذه المتاجر فكرة المتاجر التقليدية، حيث تبيع سلعًا وخدمات عامة مرتبطة ببلدان آسيوية محددة، أو مجتمعات المهاجرين، أو التجمعات العرقية التي قد تقع فيها المتاجر.
كما تميل هذه المتاجر إلى التنويع من خلال حمل منتجات من دول آسيوية أخرى؛ فمثلاً، قد تحمل المتاجر اليابانية بعض المنتجات الصينية، الإندونيسية، الكورية، والسنغافورية. وقد تحمل المتاجر الكورية منتجات صينية ويابانية، بينما تحمل المتاجر التايوانية منتجات صينية، كورية، يابانية، تايلاندية، وفيتنامية، وهكذا.

## نظرة عامة
تحتوي المتاجر الآسيوية على عناصر ومكونات مناسبة بشكل عام للمأكولات الآسيوية والتي عادةً لا تُوجد أو تكون باهظة الثمن في معظم المتاجر الغربية، وذلك بسبب انخفاض معدل الدوران والكميات الصغيرة.
بينما تركز هذه المتاجر في المقام الأول على مجموعة ثقافية آسيوية واحدة، فإن العديد منها يلبي أيضًا احتياجات مجموعات المهاجرين الآسيويين الآخرين الذين لا يمكنهم الوصول بسهولة إلى المواد الغذائية من بلدانهم الأصلية. تنتشر هذه المتاجر في التجمعات الآسيوية في الولايات المتحدة وكندا. المدن الكبرى مثل نيويورك، لوس أنجلوس، واشنطن العاصمة، سان دييغو، شيكاغو، هيوستن، دالاس، أتلانتا، سان فرانسيسكو، فيلادلفيا، سانت لويس، وسياتل تحتوي على أحياء مثل الأحياء الصينية، ليتل إنديا، ليتل سايغون، كورياتاون، أو جابانتاون وأحياء عرقية أخرى بها أعمال تجارية صغيرة متخصصة، ولكن المناطق المحيطة أو المدن الأصغر تحتوي على متاجر آسيوية توفر نفس الخدمات ولكن بكميات أقل.

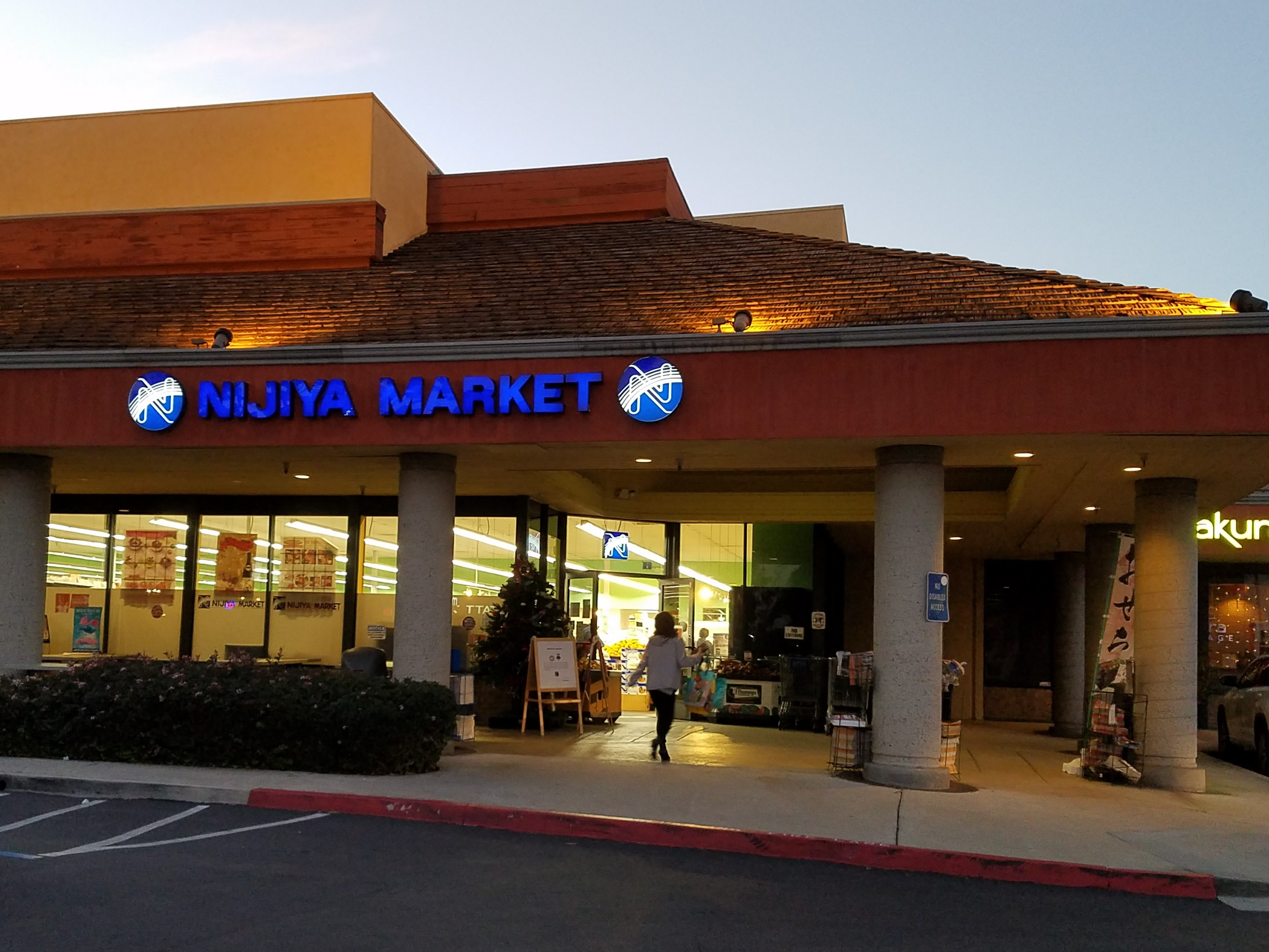
Nijiya Market، سوق ياباني في سان دييغو، كاليفورنيا

في بعض الأحيان، تكون هذه الأسواق محاطة بمراكز تسوق ذات طابع آسيوي. عادةً ما تكون هذه الأسواق مركزة على عرقية معينة وقد تكون في الغالب أسواقًا صينية، إندونيسية، يابانية أو فلبينية؛ ومع ذلك، في العديد من المناطق، تلبي هذه المتاجر احتياجات مجموعة أكثر تنوعًا من السكان الآسيويين كوسيلة للتنويع والتعاون بين الآسيويين.
هذا التنوع أدى إلى إنشاء متاجر شاملة للسلع الآسيوية في مكان واحد، حيث تحتوي الأرفف على أطعمة مشتركة وأخرى مخصصة لمجموعات أخرى مثل الباكستانية، البنغلاديشية، الهندية، الماليزية، السنغافورية، الفيتنامية، التايلاندية، التايوانية، الكورية، وغيرها. بعض المتاجر الآسيوية في أستراليا والولايات المتحدة تبيع أيضًا منتجات غذائية موجهة لمجتمعات سكان جزر المحيط الهادئ في تلك البلدان. وبالمثل، تبيع بعض المتاجر الآسيوية في هولندا منتجات من سورينام موجهة للمجتمعات السورينامية الكبيرة من أصول هندية وجاوية في البلاد.
على الرغم من استيراد المنتجات من دول متعددة، تختلف العناصر المعروضة بشكل كبير اعتمادًا على السوق العرقية المستهدفة. على سبيل المثال، في المتاجر الصينية والفيتنامية، من الشائع تعليق لحوم الحيوانات على خطافات للعرض؛ بينما في المتاجر اليابانية، يكون هذا أقل شيوعًا باستثناء المأكولات البحرية. قد تحمل المتاجر الصينية أيضًا منتجات يابانية، لكن نطاق الاختيار سيكون محدودًا جدًا مقارنة بمتجر ياباني. على سبيل المثال، بالنسبة للشاي الأخضر، قد يتم تخصيص ممر كامل له في المتاجر اليابانية، حيث يتم تخزين مجموعة واسعة من أنواع الشاي الأوراق المفككة الإقليمية، بينما قد تحمل المتاجر الصينية بضعة علامات تجارية من أكياس الشاي الياباني والشاي المعبأ في زجاجات، مع التركيز على شاي الأقحوان.

## السلاسل الكبرى

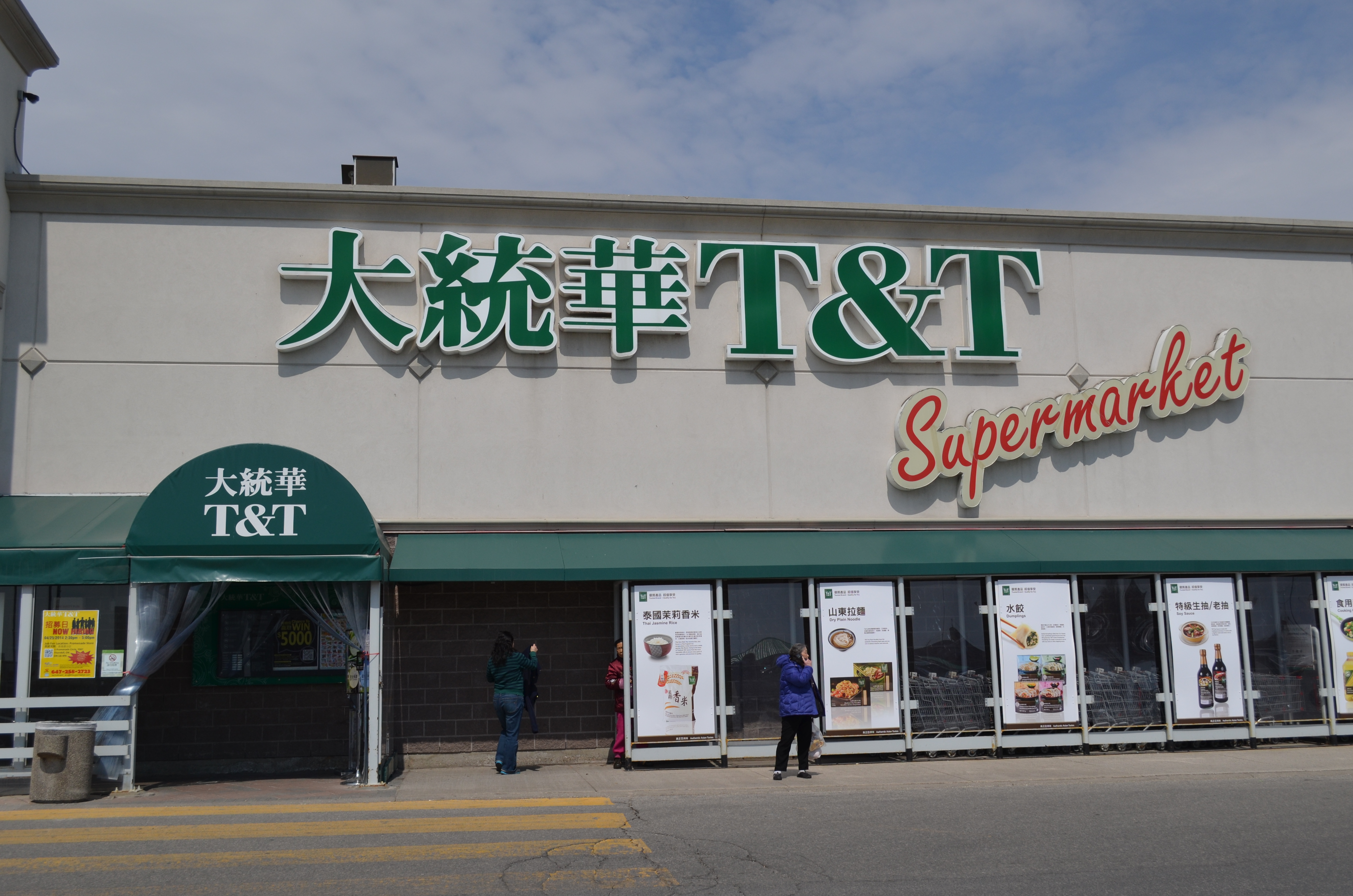
سلسلة T&T Supermarket في تورونتو، أونتاريو

على الرغم من أن معظم المتاجر الآسيوية تميل إلى أن تكون صغيرة ومستقلة ومركزة على الأحياء، وقد تحمل أسماء متشابهة أو حتى متطابقة، إلا أن العديد من السلاسل الكبيرة لديها مساحة أرضية مماثلة لسلاسل المتاجر الأمريكية الأخرى. من بين أكبر هذه السلاسل هي H Mart، التي لديها 66 موقعًا.
تشمل السلاسل الرئيسية:
- الصينية والعابرة للآسيوية: Hong Kong Supermarket (الولايات المتحدة - 6 مواقع)، Kam Man Food (الساحل الشرقي للولايات المتحدة)، Hoo Hing (المملكة المتحدة)، Miracle Supermarket (أستراليا - نيو ساوث ويلز)، Grand Asia Market (الولايات المتحدة)، Nations Fresh Foods (كندا - أونتاريو)، Lion Supermarket (الولايات المتحدة - وادي السيليكون)، zTao Marketplace (الولايات المتحدة - تكساس، جورجيا)، G&L Supermarket (Good Luck Plaza 好運廣場) (صينية، جنوب شرق آسيوية، هندية، كورية ويابانية) (أستراليا - نيو ساوث ويلز)[2] Asian Foods 亞洲食品 (صينية، يابانية، تايلاندية، ماليزية، إندونيسية، سنغافورية، هندية، سريلانكية، بنغلاديشية، باكستانية، فلبينية وكورية) (أستراليا - كوينزلاند)[3] iFresh Supermarket
- الفلبينية والعابرة للآسيوية: Seafood City (الولايات المتحدة - 25 متجرًا، كندا - 5 متاجر)، Island Pacific Supermarket (الولايات المتحدة - كاليفورنيا)، Manila Oriental Market (فلبينية، يابانية، صينية، فيتنامية، تايلاندية، هندية وكورية) (الولايات المتحدة - كاليفورنيا)،[4] Amazing Oriental (東方行) (صينية، هندية، يابانية، ماليزية، فلبينية، سريلانكية، تايوانية، فيتنامية، إندونيسية، كورية، سنغافورية، سورينامية وتايلاندية) (هولندا)[5]
- الهيمونغ والعابرة للآسيوية: Shuang Hur Supermarket (3 متاجر في مينيابوليس وسانت بول، مينيسوتا)
- الهندية والعابرة للآسيوية: Patel Brothers (الولايات المتحدة - 54 متجرًا)، Subzi Mandi Cash & Carry (الولايات المتحدة - 10 متاجر، كندا - 5 متاجر)، Sabzi Mandi (كندا - 7 متاجر)، Panchvati Supermarket (كندا - 5 متاجر)، MKS Spices 'N Things (أستراليا - فيكتوريا)، Asian Food Centre (كندا - 7 متاجر)، India Town Food Centre (كندا - متجران).
- اليابانية: Marukai (الولايات المتحدة، 14 متجرًا)، Nijiya Market (الولايات المتحدة، 12 متجرًا)، Mitsuwa Marketplace (الولايات المتحدة، 11 متجرًا)، Uwajimaya (منطقة سياتل الكبرى وبورتلاند الكبرى، أوريغون)، Yaohan (توقفت عن العمل)
- الكورية: H Mart (84 متجرًا اعتبارًا من 2021)،[6] Zion Market (الولايات المتحدة، 6 متاجر)، Assi Market (الولايات المتحدة، 3 متاجر)، Arirang Supermarket (الولايات المتحدة، متجران)، Galleria Supermarket (كندا - منطقة تورونتو الكبرى)، Oseyo (المملكة المتحدة، 6 متاجر)، Lotte Plaza (الولايات المتحدة، 14 متجرًا)
- التايوانية: 99 Ranch Market (الولايات المتحدة)، T & T Supermarket (كندا)، 168 Market (الولايات المتحدة - كاليفورنيا، نيفادا، 6 متاجر)
- الفيتنامية: Shun Fat Supermarket (الولايات المتحدة - 15 موقعًا)
- الإندونيسية: Maya Asian Market، متجر واحد حاليًا في لينوود، واشنطن

### عبر الإنترنت
بسبب تركيز مجتمعات المهاجرين في المناطق الحضرية، توجد عدد قليل من سلاسل المتاجر الآسيوية في المناطق غير الحضرية. من أجل التنافس بشكل أفضل وخدمة هذا السوق، بدأت بعض هذه السلاسل في البيع عبر الإنترنت، مما ينافس بشكل مباشر مع منصات التجارة الإلكترونية العامة مثل Amazon.com، Walmart.com، Shopee، وRakuten.

### في آسيا
تعمل الشركات الكبرى في آسيا مثل AEON، Don Quijote (Don Don Donki)، وJusco بشكل مشابه للمتاجر الآسيوية، حيث تقدم منتجات لا تُوجد عادةً في بلدانها الأصلية؛ وبالتالي تعمل أيضًا كمنصة لبيع المأكولات الآسيوية الإقليمية والأطعمة من بلدانها الأصلية. على سبيل المثال، قد تبيع مشروبًا سنغافوريًا في اليابان والعكس صحيح، على الرغم من أن كليهما دولتان آسيويتان.

## العمليات
يتم إنشاء معظم هذه المتاجر وإدارتها من قبل رواد الأعمال المهاجرين الآسيويين وعائلاتهم. بينما يتم إنشاء البعض الآخر من قبل مستثمرين من شركات كبرى مقرها بالفعل في آسيا، مثل الصين، هونغ كونغ، اليابان، الفلبين، سنغافورة، كوريا الجنوبية، وتايوان.
يمكن أن تتراوح المتاجر الآسيوية من متاجر بقالة صغيرة عائلية إلى متاجر كبيرة ذات مساحات واسعة، وقد تركز على مجموعة عرقية آسيوية واحدة أو على جمهور آسيوي متنوع. تخدم هذه المتاجر بشكل عام السكان المهاجرين وأحفادهم الذين لا يتم خدمتهم بشكل كافٍ. عادةً ما تكون هذه المتاجر الوجهة الرئيسية للتسوق الغذائي في مراكز التسوق الآسيوية والأحياء الصينية في الخارج. قد تعيد المتاجر الآسيوية استخدام مباني قديمة كانت سابقًا مقرًا لسلاسل متاجر رئيسية إقليمية أو وطنية.

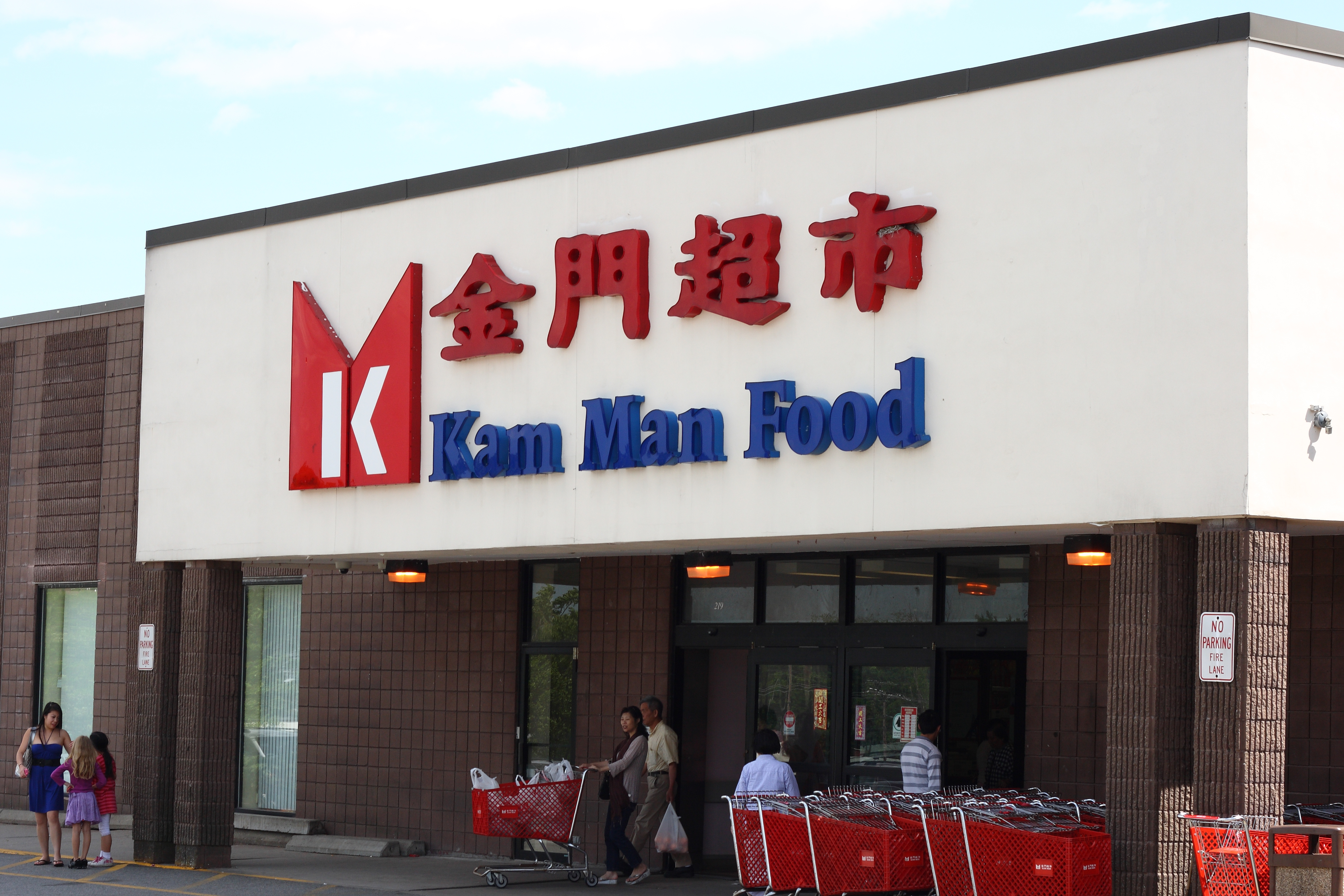
Kam Man Food في كوينسي، ماساتشوستس

تم بناء مراكز التسوق الصينية والمتاجر الكبرى باستخدام العمارة الصينية التقليدية، وتقدم خدمات موجهة للعملاء المهاجرين. تشمل الأمثلة المطاعم الآسيوية، صالونات التجميل، المخابز، متاجر تأجير الأفلام الأجنبية، وكالات السفر، متاجر الكتب، وغيرها من الأعمال التجارية.
في السنوات الأخيرة، حاولت بعض المتاجر الرئيسية التنافس مع المتاجر الآسيوية لجذب قاعدة العملاء من الأقليات من خلال تخزين بعض السلع الآسيوية بالإضافة إلى توجيه التسويق نحو مجموعات المهاجرين الآسيويين المختلفة. على العكس من ذلك، تحاول بعض المتاجر الآسيوية جذب الجمهور العام. تشتهر المتاجر الآسيوية بأسعارها المنخفضة مقارنة بالسلاسل الرئيسية.
تمثل المتاجر الآسيوية اتجاهًا جديدًا حيث لم يعد المهاجرون الآسيويون يستقرون في الأحياء القديمة مثل حي الصين في سان فرانسيسكو، ولكن في الضواحي حيث توفر مراكز التسوق الخدمات بالإضافة إلى المرافق الثقافية، مثل استضافة المهرجانات العرقية والعروض والرقصات.
أحد أبرز عمليات التطوير التي سلطت عليها الصحافة الضوء هو Buford Highway في ضاحية دورافيل، جورجيا في أتلانتا، حيث حققت المتاجر الآسيوية نجاحًا كبيرًا في حي كان يعاني من الإهمال. كما ساهمت هذه المتاجر في إحياء الأجزاء المتهالكة من شارع Bellaire Blvd في هيوستن، تكساس، وحولته إلى منطقة تسوق آسيوية مزدهرة. كما توجد العديد من المتاجر الصينية المتنافسة في أحياء الصين في جنوب كاليفورنيا، بالإضافة إلى الأسواق الفيتنامية التي تعمل كمراكز لمجتمعات مثل ليتل سايغون.

## المنتجات

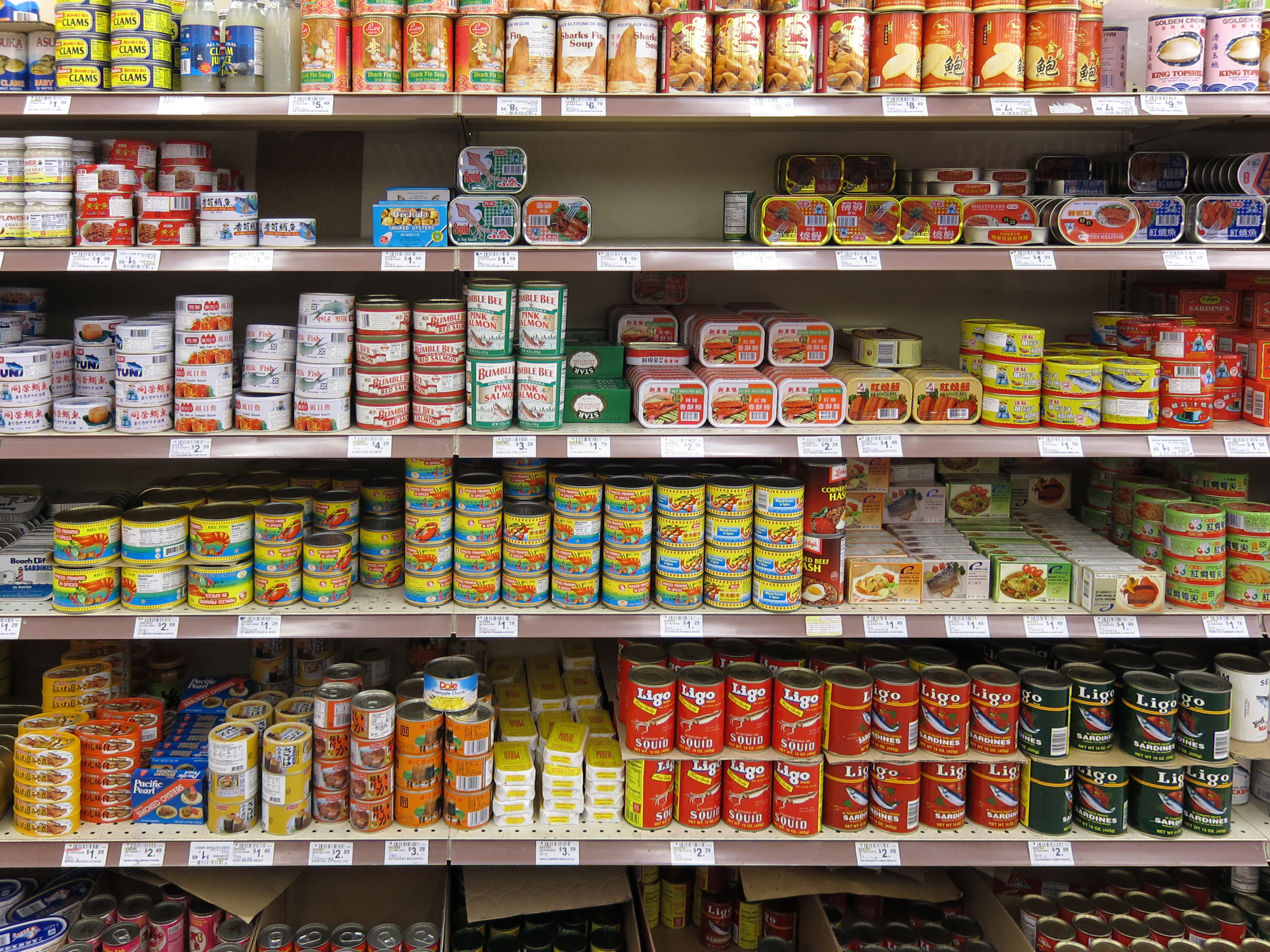
أرفف المنتجات الآسيوية المعلبة في متجر 99 Ranch Market

| الفئة         | أمثلة |
| ------------- | --- |
| خضروات        | نوري/جيم وأعشاب بحرية خضراء (باراي/أونوري)، براعم الخيزران، بوك تشوي، براعم الفاصوليا، بصل ويلزي، زنجبيل، كانغ كونغ، خردل أخضر، فجل أبيض |
| فاكهة         | دوريان، بوميلو، كمثرى آسيوي، مانجو، ليتشي، مانغوستين، رامبوتان، جوز الهند                                                                |
| حبوب          | أرز الياسمين، أرز بسمتي |
| مشروبات       | حليب الصويا، شاي الأقحوان، شاي الفقاعات، ساكي، سوجو، شاي أخضر، شاي تايلاندي مثلج، شاي أولونغ، رامون                                      |
| توابل         | صلصة الفلفل الحار، صلصة الصويا، صلصة السمك الفيتنامية                                                                                    |
| مكونات        | فول أسود، بيض مملح، جينسنغ |
| وجبات خفيفة   | رقائق الجمبري، بوكي، كعك الأرز، مكسرات توبي، جاك فروت مجفف                                                                               |
| سلع           | أرز طباخ، مقلاة ووك، مجلات أزياء، صحف، سجائر                                                                                             |
| مخبز          | معجنات صينية، فطائر الكاري، بان مي |
| مأكولات بحرية | سمك، محار، سوشي |
| أطعمة فاخرة   | خيار البحر، زعانف القرش، أذن البحر |
| لحوم          | سجق صيني |

| الجهة المسيطرة   | العلامة التجارية |
| ---------------- | --- |
| أستراليا         | Maharajah's Choice، Pandaroo، The Han Kitchen، Soul Papa & Co، bubbleme |
| الصين            | هاو فلايكس، بيرة تسينغتاو |
| كندا             | Brar's، Nanak's، Surati |
| كمبوديا          | بيرة أنغكور |
| هونغ كونغ        | لي كوم كي، فيتاسوي، Bamboo Garden، Sau Tao، أموي فودز، سوير شوجرز |
| الهند            | أمول، India Gate، أولد مونك |
| إندونيسيا        | إندو فود، كوبيكو، شاي بوتول، بيرة بينتانغ |
| اليابان          | كالبي، كالبيس، غليكو، كيكومان، ميجي، ماروتشان، نيسين فودز، شيراكيكو، بوكاري سويت، أجينوموتو، ياماسا، إس آند بي، هاوس فودز، كاغومي، سابورو، موريناغا، ياكولت، أساي، كيرين، إيتو إن، ياماموتوياما، Kadoya، ناغاتانيين، نيشيموتو |
| كوريا            | سي جي تشيل جدانغ، كراون، هايتاي، هايت جينرو، لوتيه، نونغشيم، أورايون، أوتوغي، بالدو، بولموون، ساميانغ فود |
| ماليزيا          | Brahim's، Baba's، Julie's، مانشيز، روتي بوي |
| نيبال            | واي واي |
| الفلبين          | Barrio Fiesta، غولديلوكس، Tobi Nuts، سان ميغيل، ماما سيتا |
| سنغافورة         | 100 بلس، Axe Brand، أيام براند، آسيان هوم غورميه، Irvins، كوكو نودلز، Marigold، Pokka، Prima Taste، هاينيكن آسيا باسيفيك، يوز، تي ييه جيا، تايغر بالم، تي دبليو جي تي، يا كون كايا توست                                       |
| سريلانكا         | ديلما |
| تايوان           | يوني-بريزيدنت، وي تشوان، I-Mei، Companion Foods، تشين تشين، Ve Wong، كيم لان، هسين تونغ يانغ، وانت وانت، Chimei |
| تايلاند          | Chaokoh، Aroy-D، تاي برزيدنت فودز، Tiparos، Lobo، مالي، تشاروين بوكفاند، Vitamilk |
| فيتنام           | فيناميلك، Bao Long، ترونغ نغوين |
| المملكة المتحدة  | باتاكس، شاروودز |
| الولايات المتحدة | كينغز هاوايان، تاي كيتشن وسيمبلي آسيا، هووي فونغ، سي إتش، Sun Noodle، Sun Foods LLC (Hinode) |